# Kusxóvskaia
Kusxóvskaia - Кущёвская (rus) és una stanitsa del krai de Krasnodar, a Rússia. És a la vora del riu Ieia, a 175 km al nord de Krasnodar.
Pertanyen a aquesta stanitsa els khútors de Vorovskogo, Vostotxni, Kartuixina Balka, Lopatina i Bolxaia Lopatina; els possiolki de Mirni, Rovni, Sadovi, Séverni i Stepnoie; i el poble de Novoivànovskoie.

## Història
Fou fundada com un dels primers quaranta assentaments dels cosacs de la Mar Negra el 1794. El 1842 va rebre l'estatus de stanitsa i el nom actual.
La localitat es va desenvolupar gràcies a la construcció del ferrocarril del Caucas Nord de Rostov a Vladikavkaz a finals del segle xix. Durant aquella època pertanyia a l'otdel de Ieisk de la província de Kuban.
El 2 de juny del 1924, com a part de les reformes de l'administració realitzades pel govern de la Unió Soviètica, fou designada centre administratiu del raion, que el 13 de juny del 1937 va ser inclòs al krai de Krasnodar.
Durant la Segona Guerra Mundial fou ocupada l'agost del 1942 per la 4a Divisió de Muntanya de la Wehrmacht de l'Alemanya nazi, que enfrontà importants combats defensius i una operació de contraatac de la 13a Divisió de Cosacs de Kuban de l'Exèrcit Roig que va aturar durant uns dies l'ofensiva alemanya, i alliberada finalment per l'Exèrcit Roig de la Unió Soviètica el febrer del 1943.

## Demografia
| 1959   | 1970   | 1979   | 1989   | 2002   | 2008   | 2010   |
| ------ | ------ | ------ | ------ | ------ | ------ | ------ |
| 16 191 | 20 978 | 24 627 | 26 300 | 29 533 | 30 271 | 28 362 |